# Hazas de Cesto
Hazas de Cesto là một đô thị thuộc cộng đồng tự trị Cantabria, Tây Ban Nha. Theo điều tra dân số năm 2007, đô thị này có dân số là 1.285 người. Thủ phủ là Beranga.

## Biến động dân số
| 1900  | 1910  | 1920  | 1930  | 1940  | 1950  | 1960  | 1970  | 1980  | 1990  | 2000  | 2007     |
| ----- | ----- | ----- | ----- | ----- | ----- | ----- | ----- | ----- | ----- | ----- | -------- |
| 1.258 | 1.293 | 1.483 | 1.664 | 1.682 | 1.771 | 1.712 | 1.593 | 1.413 | 1.371 | 1.260 | 1.281 \| |

Fuente: INE